# Constantin A. Crețulescu
Constantin Alexandru Crețulescu (Bucarest, 22 maggio 1809 – Bucarest, 21 marzo 1884) è stato un politico rumeno, brevemente primo ministro della Romania dal 1º marzo al 4 agosto 1867.